# Barsinghausen
Barsinghausen város Németországban, azon belül Alsó-Szászország tartományban. Lakosainak száma 34 955 fő (2023. december 31.). Barsinghausen Wennigsen, Gehrden, Seelze, Wunstorf, Bad Nenndorf és Bad Münder am Deister községekkel határos.

## A város részei

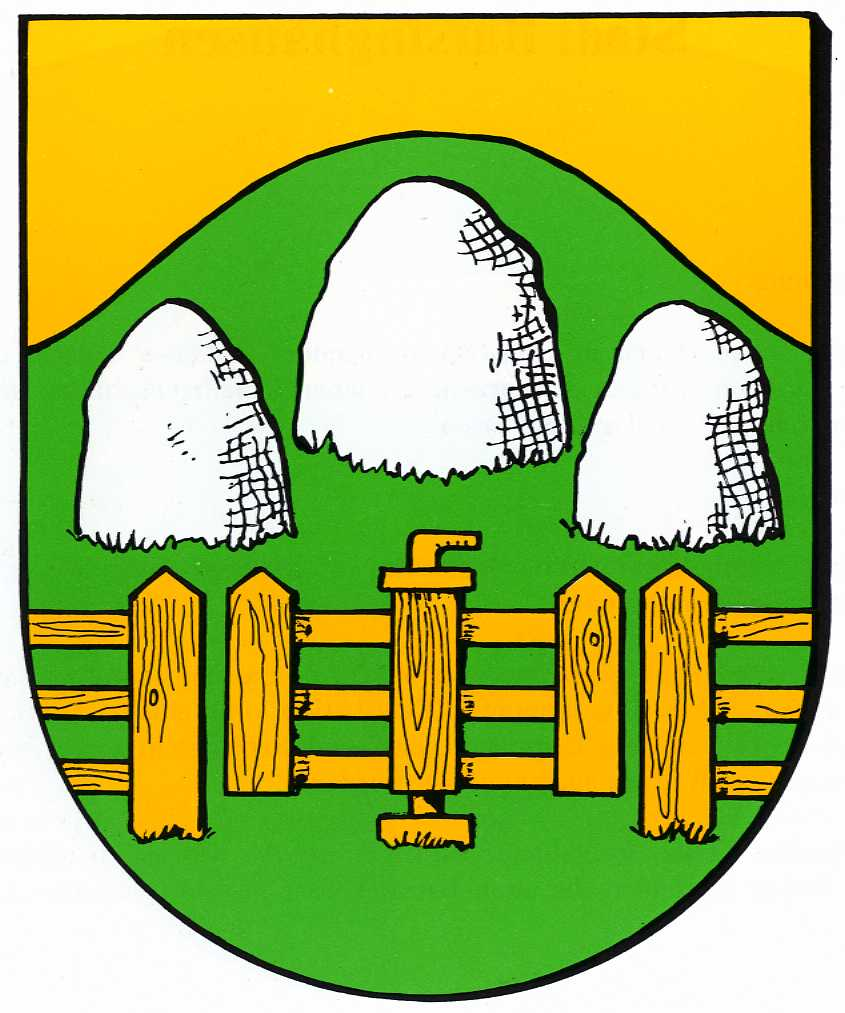
Bantorf
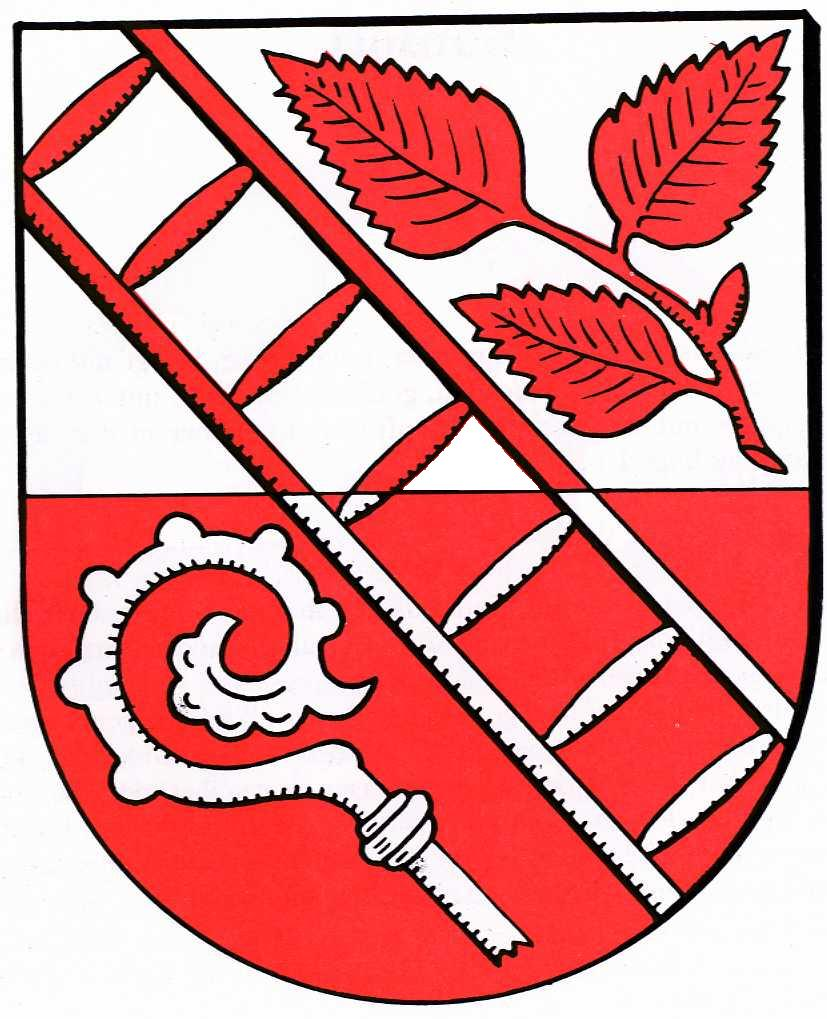
Barrigsen
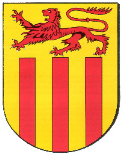
Eckerde
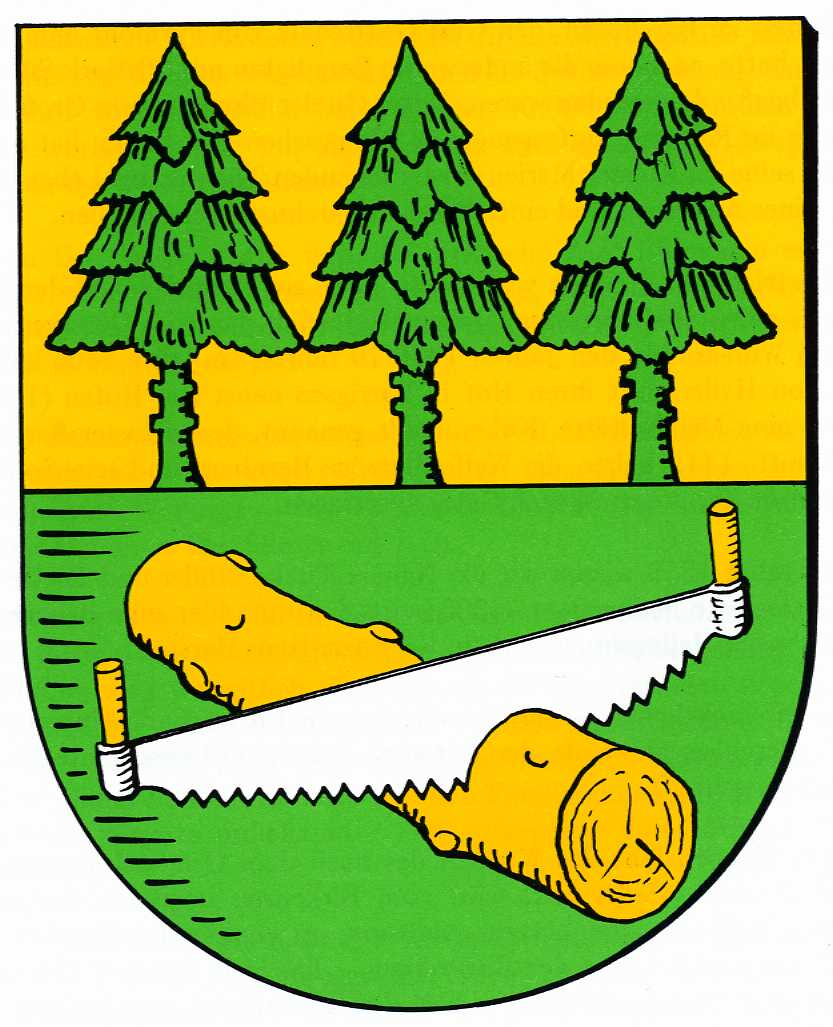
Egestorf
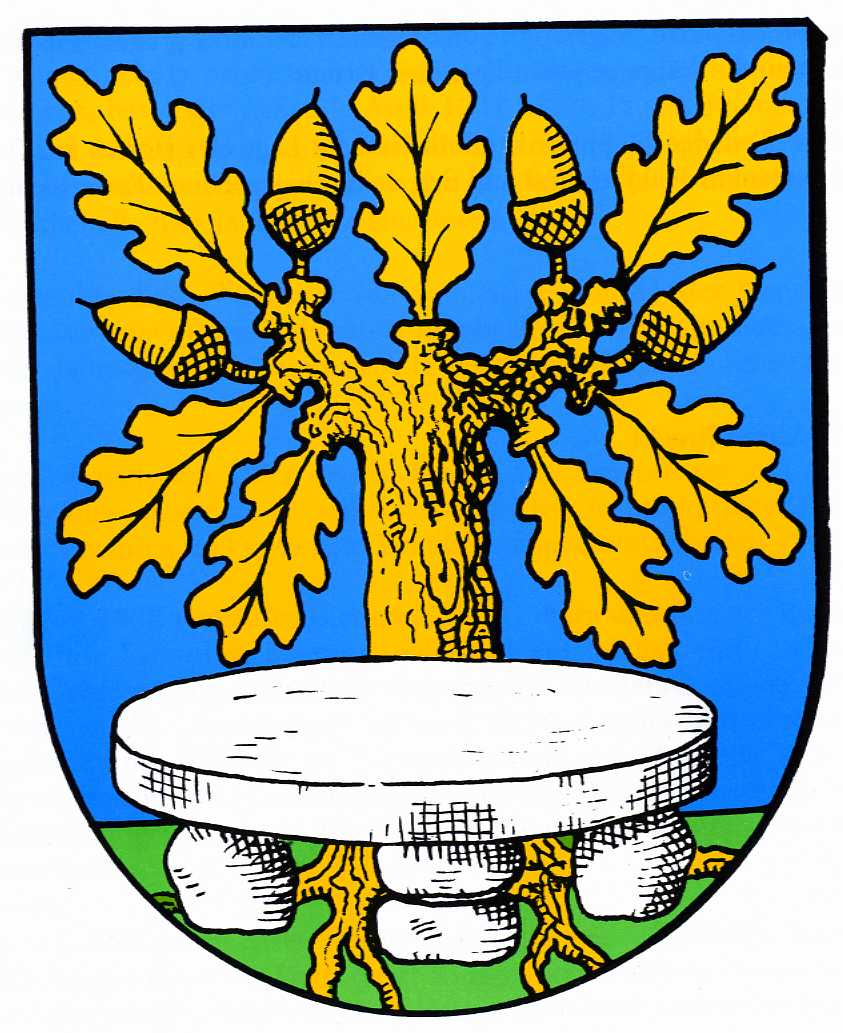
Göxe
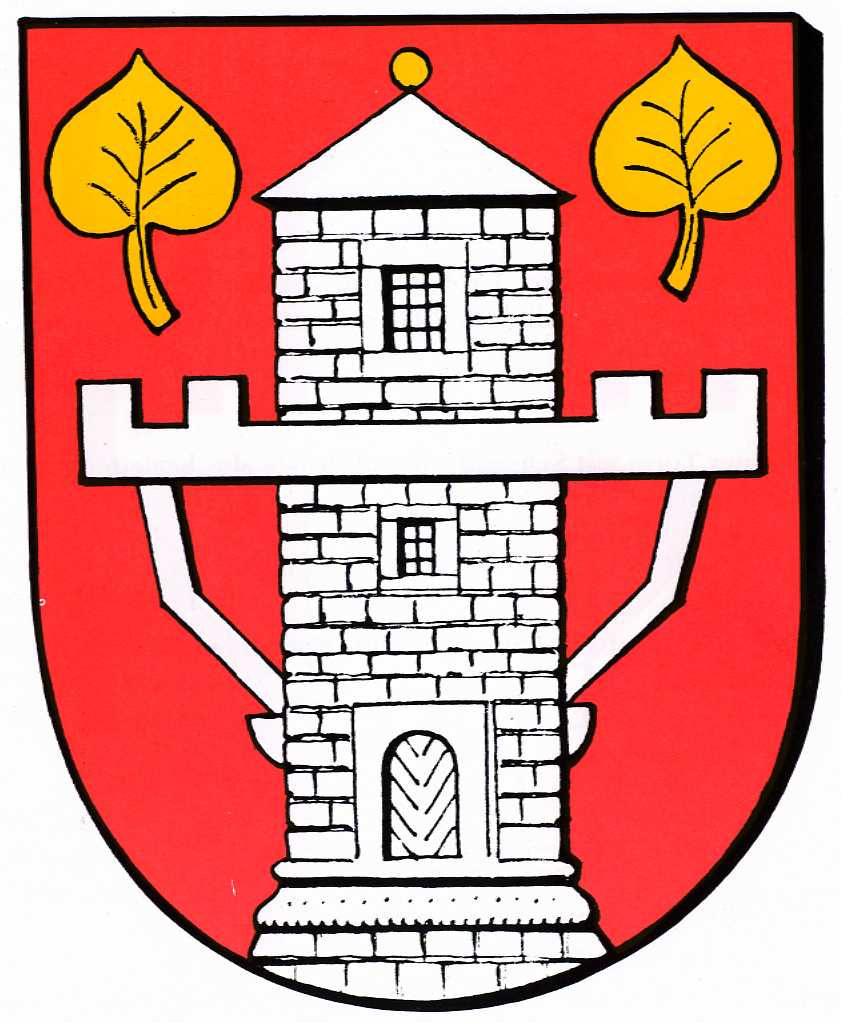
Großgoltern
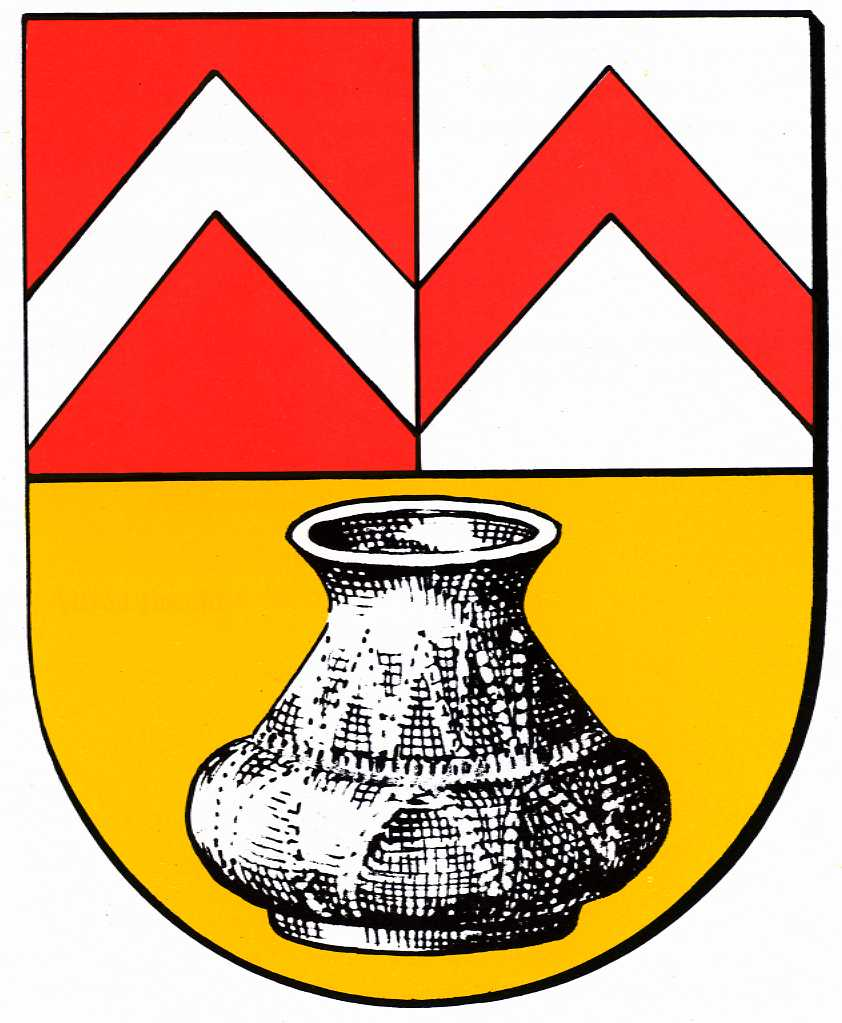
Groß Munzel
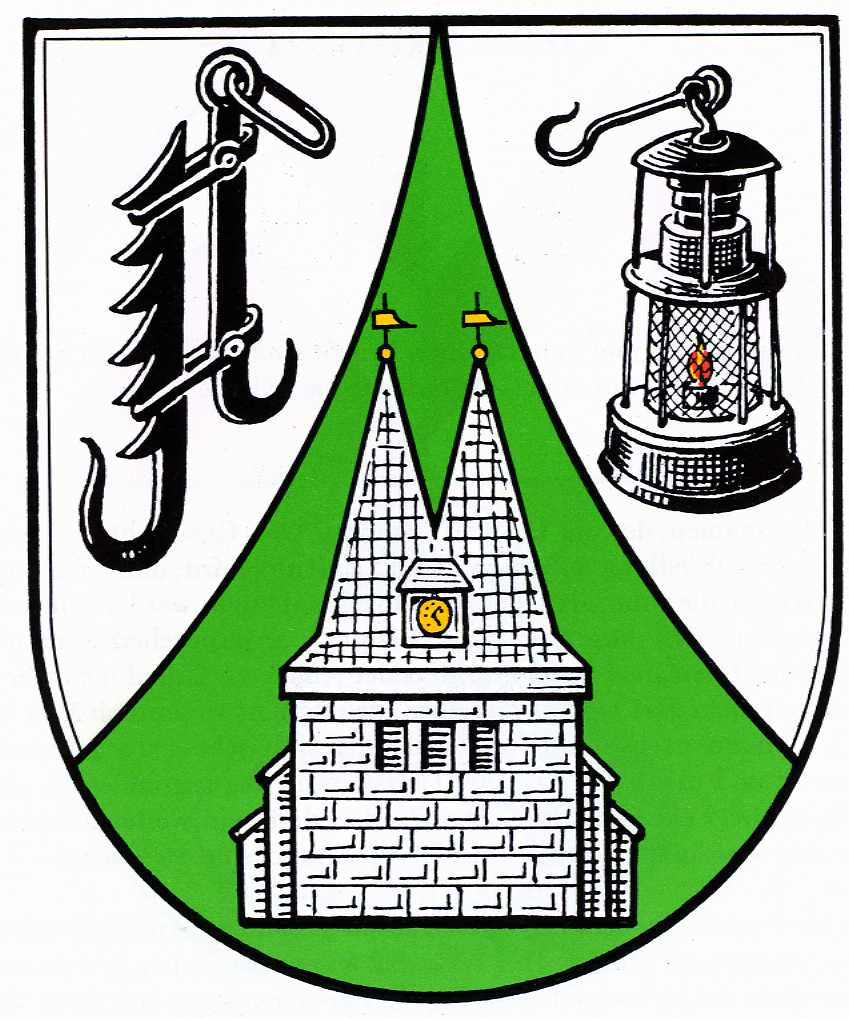
Hohenbostel
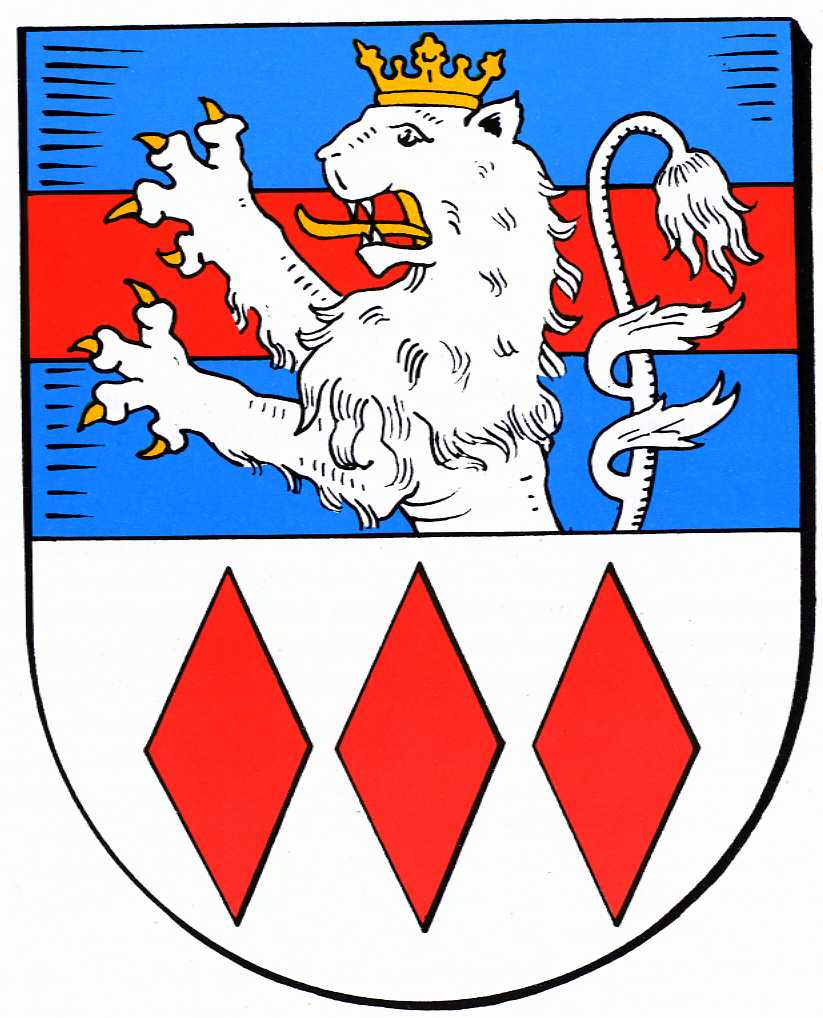
Holtensen
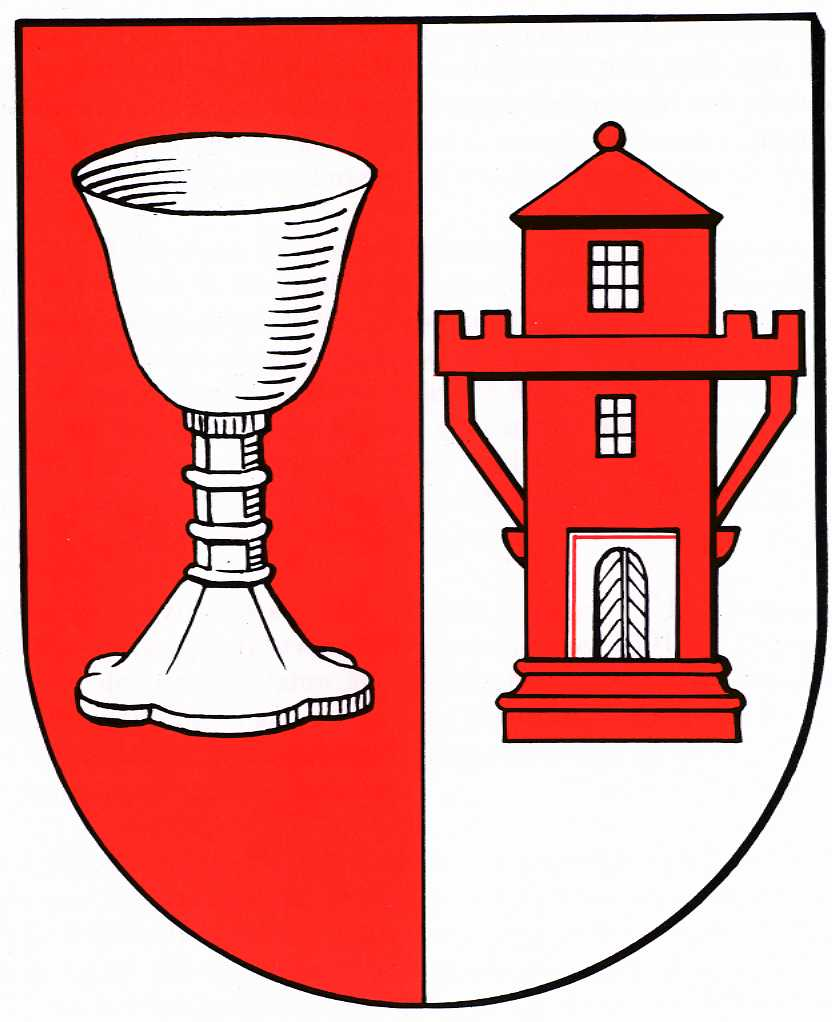
Kirchdorf
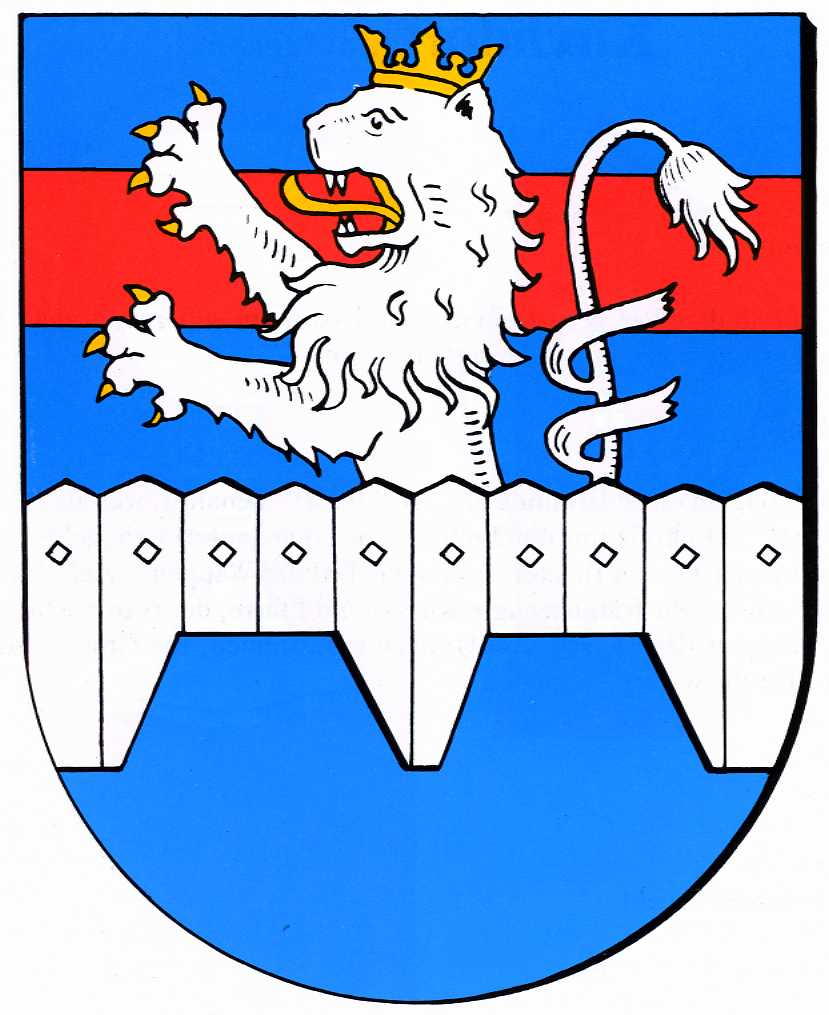
Landring-hausen
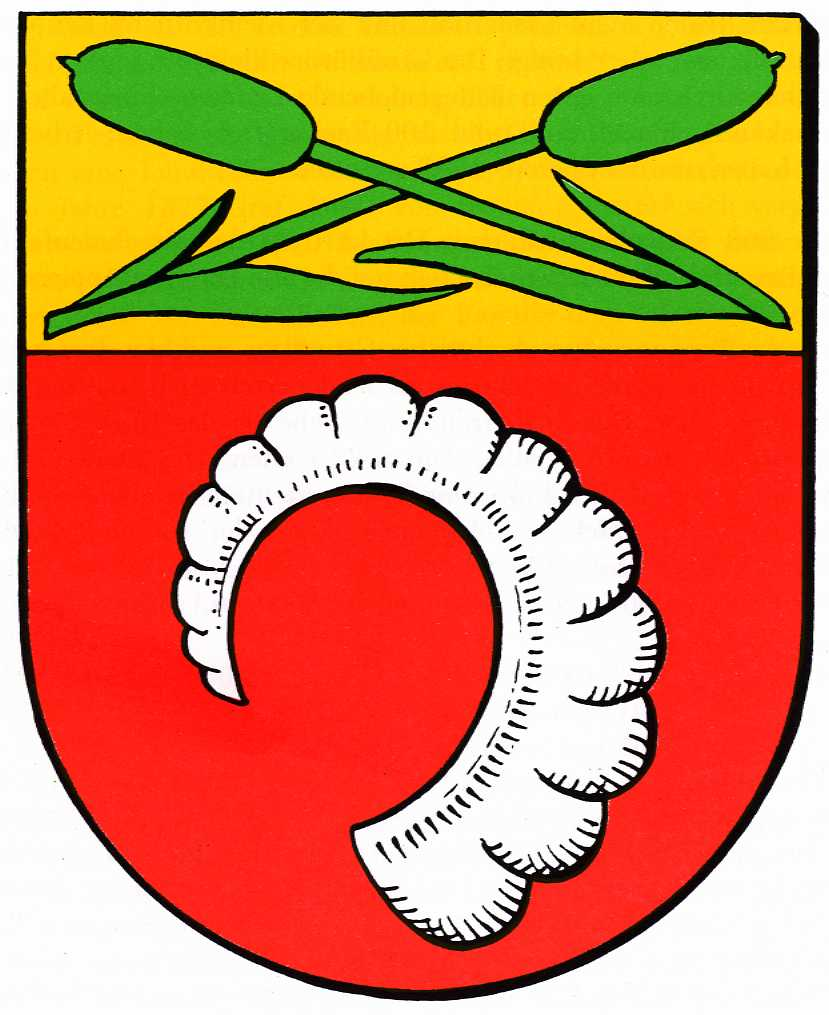
Langreder
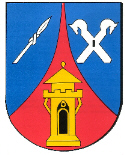
Nordgoltern
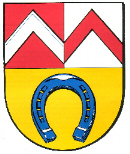
Ostermunzel
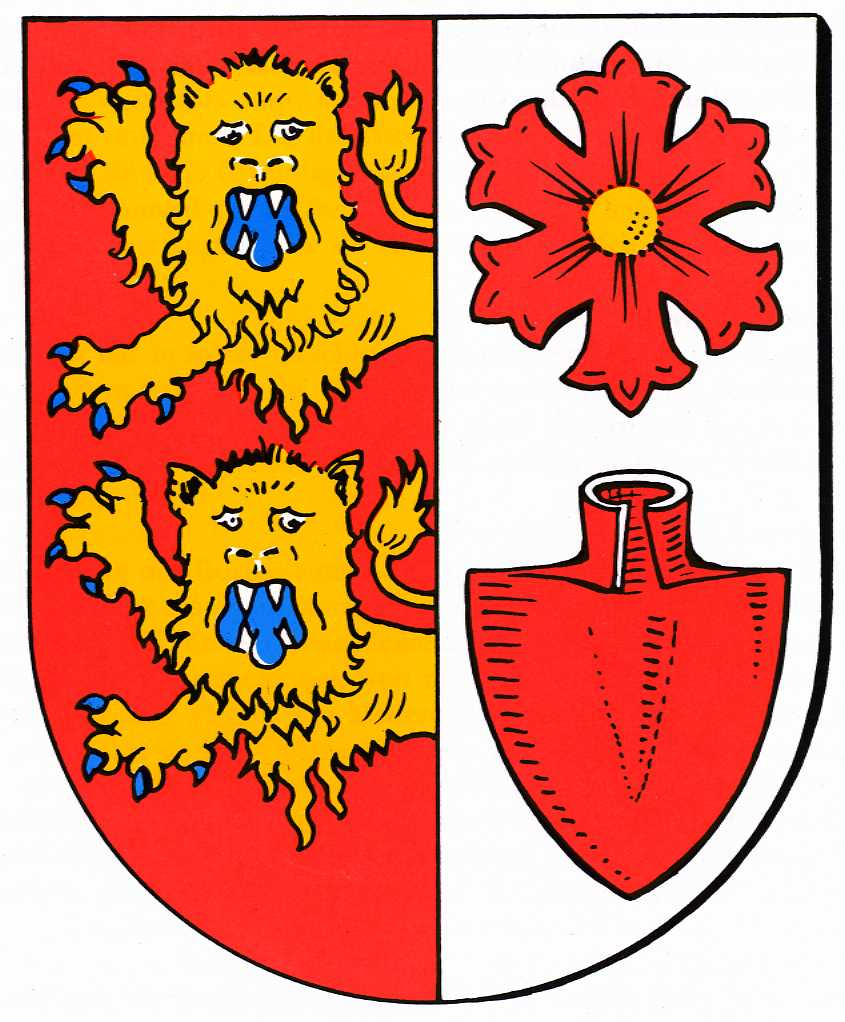
Stemmen
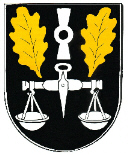
Wichtring-hausen
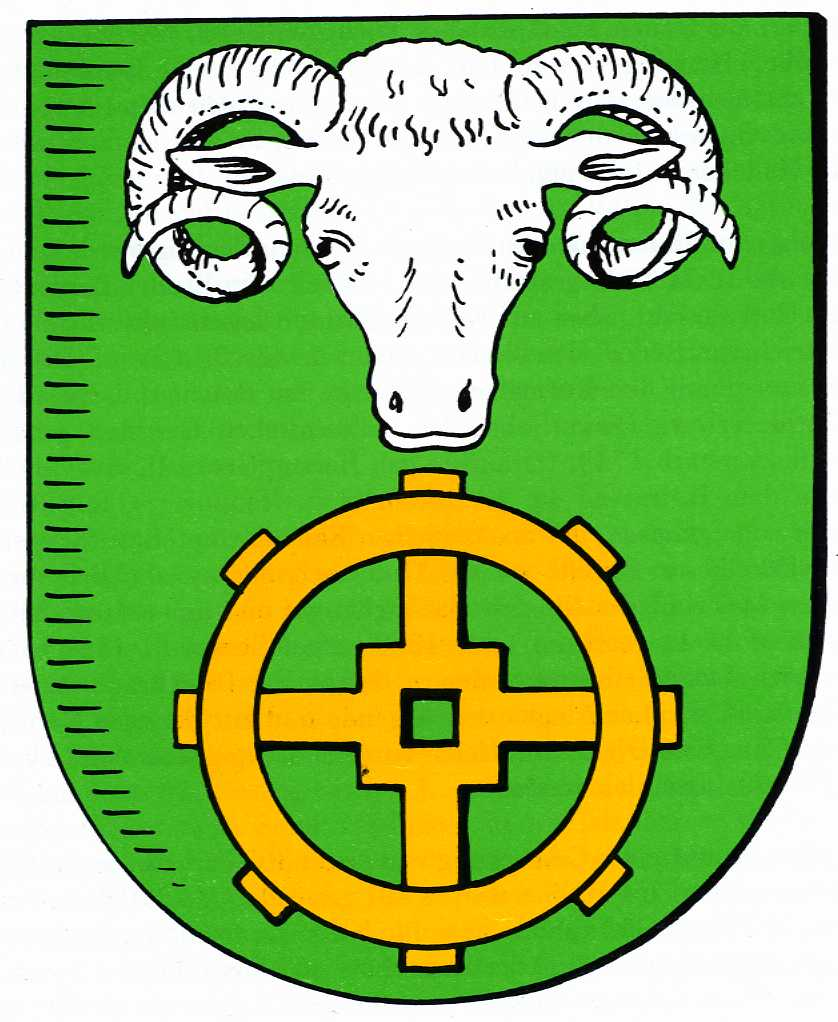
Winninghausen

## Népesség
A település népességének változása:
| Lakosok száma | 33 618 | 33 231 | 33 922 | 33 989 | 34 234 | 34 327 | 35 156 | 34 955 |
|               | 2010   | 2013   | 2016   | 2017   | 2019   | 2021   | 2022   | 2023   |